# Paramolotra bengalensis
Espèce
Paramolotra bengalensis est une espèce d'araignées aranéomorphes de la famille des Oonopidae.

## Distribution
Cette espèce est endémique du Bengale-Occidental en Inde,. Elle se rencontre dans le district de Darjeeling.

## Description
Le mâle holotype mesure 1,88 mm.

## Systématique et taxinomie
Cette espèce a été décrite par Grismado en 2023.

## Étymologie
Son nom d'espèce, composé de bengal[e] et du suffixe latin -ensis, « qui vit dans, qui habite », lui a été donné en référence au lieu de sa découverte, le Bengale.

## Publication originale
- Grismado, 2023 : « Goblin spiders from India: description of new species of the genera Paramolotra Tong & Li, and Aprusia Simon, and the female of Aprusia kerala Grismado & Deeleman (Araneae: Oonopidae). » Revista del Museo Argentino de Ciencias Naturales, Nueva Serie, vol. 25, no 1, p. 121-123.